# قلعه یوشیدا-کورییاما
قلعه یوشیدا-کورییاما (به ژاپنی: 吉田郡山城, Yoshida-Kōriyama-jō Castle) یک قلعه ژاپنی کوچک در قرن چهاردهم بود که بعدها در قرن شانزدهم توسط موری موتوناری وسعت داده شد و در آکیتاکاتا، هیروشیما واقع بود.